# Яструб-сивець
Я́струб-си́вець (Polyboroides) — рід яструбоподібних птахів родини яструбових (Accipitridae). Представники цього роду мешкають в Африці на південь від Сахари, зокрема на Мадагаскарі.

## Види
Виділяють два види:
- Яструб-сивець африканський (Polyboroides typus)
- Яструб-сивець мадагаскаський (Polyboroides radiatus)

## Етимологія
Наукова назва роду Polyboroides походить від сполучення наукової назви роду Polyborus (синонім роду Каракара Caracara) і суффікса дав.-гр. οιδης — той, що нагадує.